# Statskuppen i Uganda 1971
Statskuppen i Uganda 1971 var en militär statskupp i Uganda, som genomfördes av general Idi Amin, mot president Milton Obote den 25 januari 1971.  Det hände när Milton Obote var borta på möte i Singapore. Idi Amin fruktade att Milton Obote skulle avskeda honom.
1971 års statskupp ses ofta som ett exempel på en "klasshandling av militären", där Ugandas väpnade styrkor handlade mot en "alltmer socialistisk regim, vars jämlikhetssträvande inrikespolitik alltmer ansågs hota militärens ekonomiska privilegier".

### Fotnoter
1. ↑  Hebditch, David, and Ken Connor (2005). How to Stage a Military Coup: From Planning to Execution. London: Greenhill Books. sid. 128. ISBN 1-85367-640-3
2. ↑  Lofchie, Michael F. (May 1972). ”The Uganda Coup—Class Action by the Military”. The Journal of Modern African Studies 10 (1):  sid. 19–35. doi:10.1017/S0022278X00022072.